# O Espelho (1975)
O Espelho (em russo, Зеркало, transl.:Zerkalo)) é um filme soviético lançado em 1975, do gênero drama, dirigido por Andrei Tarkovski. O roteiro foi escrito por Tarkovski e Alexander Misarin, enquanto a fotografia é de Georgy Rerberg, a montagem é de Liuba Feiginova, e a trilha sonora é de Eduard Artemev.
Considerado um clássico do cinema soviético e do cinema mundial, foi eleito o 9º melhor filme de todos os tempos pela revista britânica Sight & Sound em 2012 na votação dos diretores e 19º na votação dos críticos de cinema.
O filme é autobiográfico. O personagem principal é o poeta moribundo Alexei, que é mostrado quando criança e adolescente, enquanto na idade adulta apenas sua voz é ouvida. Todos os eventos são apresentados a partir de seu ponto de vista. A narrativa, desprovida de um enredo convencional, se desenrola em torno de suas memórias e sonhos, entrelaçados com imagens de arquivo de eventos históricos: a Guerra Civil Espanhola, o lançamento dos primeiros balões estratosféricos soviéticos, a Grande Guerra Patriótica (1941-1945) e o conflito de fronteira na Ilha Damansky (1939). A narração não linear é acompanhada por uma leitura em off dos poemas de Arseny Tarkovski, pai do diretor. A mãe do diretor, Maria Vishnyakova, faz o papel de Maria, a mãe do protagonista, já idosa.
As conexões entre a narrativa e o contexto político soviético acabaram por provocar o rebaixamento do filme na classificação oficial, dificultando a sua distribuição, na URSS. Todavia, mais tarde, seria reconhecido como o melhor filme de Tarkovski e um dos melhores filmes de todos os tempos.
Em outubro de 2021, o Centro Popular de Cultura da União Municipal dos Estudantes Secundaristas de São Paulo (CPC-UMES), por meio da CPC-UMES Filmes, em parceria com a Versátil Home Vídeo, iniciou a venda do filme, em formato Blu-ray,  no Brasil .

## Enredo
Num contexto mais amplo, O Espelho retrata os pensamentos e as emoções de Alexei (Ignat Daniltsev) e o mundo que o rodeia. A estrutura do filme é descontínua e não cronológica, sem um enredo convencional, e combina as memórias da infância com metragens da actualidade. O filme alterna três diferentes momentos: antes, durante e depois da guerra, com muitos elementos autobiográficos, pois Alexei passa pelos mesmos problemas, alegrias e tristezas que o realizador, Andrei Tarkovski, passara desde a infância.
O filme começa quando o filho de Alexei, Ignat (também interpretado por Ignat Daniltsev), liga um aparelho de televisão e assiste à demonstração de um método de tratamento médico aplicado a um jovem gago, que finalmente consegue dizer sem interrupção: "Eu posso falar". Na cena seguinte, no campo, ainda antes da guerra, acontece um diálogo entre Maria (Margarita Terekhova), a mãe de Alexei, e  um médico (Anatoli Solonitsyn) que parece ter-se perdido no caminho para o vilarejo de Tomshino. O exterior e o interior da casa de campo do avô de Alexei são mostrados. A cena seguinte mostra um celeiro em chamas. Depois, numa sequência de sonho, Maria aparece, lavando os seus longos cabelos. 
A narrativa muda para a década de 1970. Ouve-se Alexei, já adulto, conversando com a mãe, Maria, ao telefone, enquanto apenas o interior da casa é mostrado. Alexei  tem um relacionamento tenso com a mãe idosa. Durante a conversa, sua mãe lhe conta que sua colega de trabalho, Lisa, havia morrido recentemente. Logo Alexei se lembra de um incidente no trabalho de Maria, durante a era Stalin: em um dia chuvoso, ela corria freneticamente para a gráfica onde trabalhava como revisora, a fim de corrigir um erro que ela teria deixado passar, nas provas de uma publicação oficial, que já estava a ser impressa. Um erro desse tipo teria graves consequências, não só para ela mesma mas também para seus colegas. Desesperada, ela é consolada por sua colega, Lisa (Alla Demidova). Acontece que não havia erro. Alívio geral. Mas. em seguida, Lisa  começa uma discussão com  Maria, reprovando a sua relação com o marido e culpando-a pela separação do casal.
De volta ao pós-guerra, Alexei discute com a sua ex-mulher, Natália (também interpretada por Margarita Terekhova), que, após se divorciar dele, vivia sozinha com Ignat, o filho do casal. Alexei diz que, quando se recorda de sua infância, ele sempre vê sua mãe com o rosto de Natália. Seguem-se diversas cenas de noticiários da Guerra Civil Espanhola (aparentemente, ligada a um personagem espanhol  presente no apartamento) e da ascensão de um balão na URSS.
Na cena seguinte, o mesmo apartamento é mostrado, com uma estranha mulher (Tamara Ogorodnikova) sentada numa sala. Ignat lê uma carta de Alexandre Pushkin e recebe um telefonema do seu pai, Alexei.  Enquanto Ignat está lendo a carta de Pushkin ao filósofo [Pyotr Chaadayev|Chaadaev]], a pedido de uma mulher estranha, na mesa de chá. A campainha toca. Na soleira da porta está a idosa Maria, que, não reconhecendo o neto e achando que se enganou de apartamento, sai. Ignat então descobre que mulher desaparecera, embora a marca da condensação provocada por sua xícara de chá ainda permanecesse. Voltando à época da guerra, o adolescente Aleksei é visto em um treinamento de rifle com um instrutor severo, intercalando-se imagens de noticiários sobre o Conflito fronteiriço sino-soviético e da Segunda Guerra. Voltando à época anterior à guerra, Maria  e Alexei visitam sua vizinha, para buscar produtos de higiene pessoal. A mulher apresenta Maria ao seu filho e pede que ela abata um galo, o que ela faz, constrangida. Na cena seguinte, é mostrada a reunião dos filhos com o pai (Oleg Yankovsky), após o fim da guerra. O filme retorna para a disputa entre Alexei e sua esposa Natália, no pós-guerra. Mudando novamente para o pré-guerra, imagens da casa e da paisagem circundante são  mostradas, entrecortadas por uma sequência onírica que mostra Maria a levitar. Outra vez a ação muda para o pós-guerra, mostrando Alexei no seu leito de morte. A cena final se passa antes da Guerra, mostrando Maria grávida, entrecortada por cenas com Maria jovem e idosa (o papel de Maria idosa é representado pela mãe Tarkovski, Maria Vishnyakova).
O Espelho inspira-se fortemente em memórias da infância do diretor, destacando-se  a evacuação de Moscovo durante a Segunda Guerra e o deslocamento da população para o campo; a ausência do pai, e a própria mãe, que trabalhava como revisora de provas, numa gráfica.

## Elenco
- Margarita Terekhova .... Maria / Natalya
- Ignat Daniltsev .... Ignat/ Alyosha
- Larisa Tarkovskaya .... Nadezha
- Alla Demidova .... Lisa
- Anatoli Solonitsyn .... médico / pedestre
- Tamara Ogorodnikova .... Nanny / vizinha / mulher estranha
- Yuri Nazarov .... treinador militar
- Oleg Yankovsky .... pai
- Filipp Yankovsky .... Alexei com cinco anos
- Yuri Sventisov .... Yuri Zhary
- Tamara Reshetnikova
- Innokenti Smoktunovsky ... narrador
- Arseni Tarkovsky .... narrador
- L. Correcer
- E. Del Bosque